# سمیرا عباسی
سمیرا عباسی (انگلیسی: Samira Abbassy؛ زادهٔ ۱۹۶۵ (۵۹–۶۰ سال)) هنرمند، نقاش و طراح بریتانیایی و ایرانی‌تبار است. آثار او به موضوعاتی مانند اسطوره‌شناسی، خدایان زن، روان، حافظه و پراکندگی می‌پردازد.
عباسی در شهر نیویورک زندگی می‌کند و پیش از این در لندن زندگی می‌کرد.

## زندگی و تحصیلات
سمیرا عباسی در سال ۱۹۶۵ در یک خانواده عرب، در شهر اهواز در استان خوزستان، ایران متولد شد.
خانواده‌اش وقتی او دو ساله بود به لندن نقل مکان کردند و او در کنت بزرگ شد. 
او در پلی‌تکنیک بیرمنگام (که اکنون دانشگاه شهر بیرمنگام نام دارد) و سپس کالج هنر کانتربری (که اکنون موسسه هنر و طراحی کنت نام دارد) نقاشی خواند و در سال ۱۹۸۷ مدرک کارشناسی هنرهای زیبا (BFA) خود را در رشته نقاشی دریافت کرد.

## فعالیت حرفه‌ای
عباسی در دهه ۱۹۸۰ شروع به خلق آثار هنری کرد. پس از فارغ‌التحصیلی، او به مدت ده سال آثار خود را در لندن به نمایش گذاشت و سپس در سال ۱۹۹۸ به نیویورک نقل مکان کرد. آثار عباسی ترکیبی از هنر غربی و سنت‌های هنری شرقی است، از جمله ارجاع به شمایل‌نگاری، و همچنین نگارگری ایرانی و نقاشی هندی، نگارگری چینی و نقاشی درباری قاجار.
او در سال ۲۰۰۷ توسط بنیاد هنر نیویورک (NYFA) بورسیه تحصیلی دریافت کرد.
او با جمع خلاق زنان آسیای جنوبی وابسته بود.
بنیاد هنر الیزابت (EFA) به پاس قدردانی از زحماتش در توسعه برنامه استودیوی EFA، عضویت مادام‌العمر را به او اعطا کرد.
آثار هنری عباسی در مجموعه‌های موزه‌های عمومی، از جمله موزه هنر متروپولیتن،
موزه بریتانیا،
موزه هنر شهرستان لس‌آنجلس
و مجموعه موزه هنر گری در دانشگاه نیویورک قرار دارند.
آثار او در مجموعه آرت دبی هم به فروش رسیده‌اند.. وبسایت‌های مختلفی به بررسی آثار او پرداخته‌اند.